# 池田町トウゲ
池田町トウゲ（いけだちょうトウゲ）は、徳島県三好市の町名。郵便番号は778-0006。

## 地理
南は池田町ヤサン、西は池田町ヤマダ、池田町クヤウジ、北は吉野川を挟んで池田町州津、東は井川町西井川にそれぞれ接する。旧池田町と旧井川町の町境。

## 歴史
- 2006年（平成18年）3月1日 - 三好郡池田町が三野町・山城町・井川町・東祖谷山村・西祖谷山村と合併して三好市が発足し、現在の町名となる。

## 世帯数と人口
2021年（令和3年）12月31日現在の世帯数と人口は以下の通りである。
| 町丁         | 世帯数 | 人口  |
| ------------ | ------ | ----- |
| 池田町トウゲ | 83世帯 | 175人 |

## 小・中学校の学区
市立小・中学校に通う場合、学区は以下の通りとなる。
| 番地 | 小学校             | 中学校             |
| ---- | ------------------ | ------------------ |
| 全域 | 三好市立池田小学校 | 三好市立池田中学校 |

## 施設
- 池田DKタクシー

## 交通

### 鉄道
- 地内に駅はなく、最寄り駅はJR土讃線の阿波池田駅。

### 道路
高速
- 徳島自動車道

国道
- 国道319号